# Rašeliniště Skřítek
Rašeliniště Skřítek je národní přírodní rezervace ev. č. 367 poblíž obce Sobotín v okrese Šumperk. Národní přírodní rezervace byla vyhlášena roku 1955. Důvodem ochrany je ochrana vrchovištního rašeliniště prameništního typu s charakteristickými rostlinnými a živočišnými společenstvy.
Jedná se o vrchovištní pramenné rašeliniště přechodového typu. Vyskytují se zde především společenství ostřic a mechů. Nachází se zde rašelinné březiny a smrčiny.

## Lokalita
Lokalita se nachází na severovýchodě republiky v pohoří Hrubý Jeseník.
Rašeliniště se rozkládá v plochém sedle, kde leží také prameniště Žlutého potoka, což poskytuje dostatek vody. Celá oblast rašeliniště i jeho okolí je silně podmáčená.
Národní přírodní rezervace leží vedle silnice 11 spojující Šumperk a Rýmařov, takže není problém se sem dopravit autem, jež je možno zaparkovat přímo v sedle vedle motorestu Skřítek. Nebo zde také staví autobusy na zastávce motorest Skřítek.

## Historie
NPR Skřítek se rozkládal na území dvou panství – Loučná a Janovice. Teprve až v 17. století začalo být toto území hospodářsky využíváno a to především z hlediska výroby železa. V oblasti Sobotína byly vybudovány skelné hutě a hamry, které spadaly pod panství Loučná. Od 18. století dochází k těžbě dřeva s následným umělým vysazováním smrku. Smysluplný plán obnovy však zpracoval až Ing. Pikal v roce 1943, kdy zařadil porost Skřítka do skupiny horského lesa a omezil na jejím prostoru hospodaření. Zároveň zde byla koncem 19. století vybudována odvodňovací síť, jež je patrná dodnes a která značně ovlivňuje hydrologickou charakteristiku území. Dodnes lze v rezervaci spatřit i lovecké chodníky, o jejichž znovuobnovení se uvažuje díky vyšším stavům zvěře.
Myslivost zde má dlouhou historii, neboť plnila na Loučenském panství hlavní funkci lesního hospodářství. Území dnešní rezervace bylo z velké části oborou, a to až do druhé světové války, kdy zanikla. Do dnešní doby byla zachována i řada kamenných hranečníků z let 1669, 1674, 1700 a 1740. Jsou však silně zdevastovány. Na jednom z nich je vytesán i Žerotínský lev.
SPR Rašeliniště Skřítek o výměře 136,07 ha byla vyhlášena roku 1955 s cílem ukončení těžby rašeliny. Roku 1989 byla k rezervaci přidána další část lesa z Lesní správy Janovice (okres Bruntál) a od té doby činí výměra 166,65 ha. V roce 1992 byly všechny SPR převedeny na NPR (Národní přírodní rezervace).

## Přírodní poměry

### Geologie
Geologicky spadá oblast chráněného území pod Hrubý Jeseník, což je oblast Silesikum. Ta byla vytvořena během Hercynského vrásnění a dotvořena Alpínským vrásněním. Hrubý Jeseník je rozdělen na západní keprnickou a východní desenskou klenbu. Přičemž sedlo Skřítek náleží do desenské klenby. Tato oblast je typická metamorfovanými devonskými sedimenty (fylity a svory) a staršími ortorulami.
Převážná část území je však tvořena holocenními organickými sedimenty, tedy především rašeliny, slatiny a vrchoviště.
Z pedologického hlediska jsou zastoupeny především podzoly, gleje a organozemě.

### Klima
NPR Skřítek spadá klimaticky do chladné oblasti, podobně jako celý Hrubý Jeseník.
To znamená, že převládá krátké, vlhké a mírně chladné léto s dlouhým přechodovým obdobím jara. Zima je též chladná s dlouhodobou sněhovou pokrývkou.

### Hydrologie
V NPR Skřítek pramení několika prameny Žlutý potok, jenž vléváním do Podolského potoka ústí do řeky Moravice. Srážky se pohybují v rozmezí 1000–1200 mm/rok, což je v porovnání s republikovým průměrem 666 mm/rok nadprůměrné. Avšak je třeba brát v potaz, že se jedná o horskou lokalitu, takže je vyšší srážkový úhrn normální.

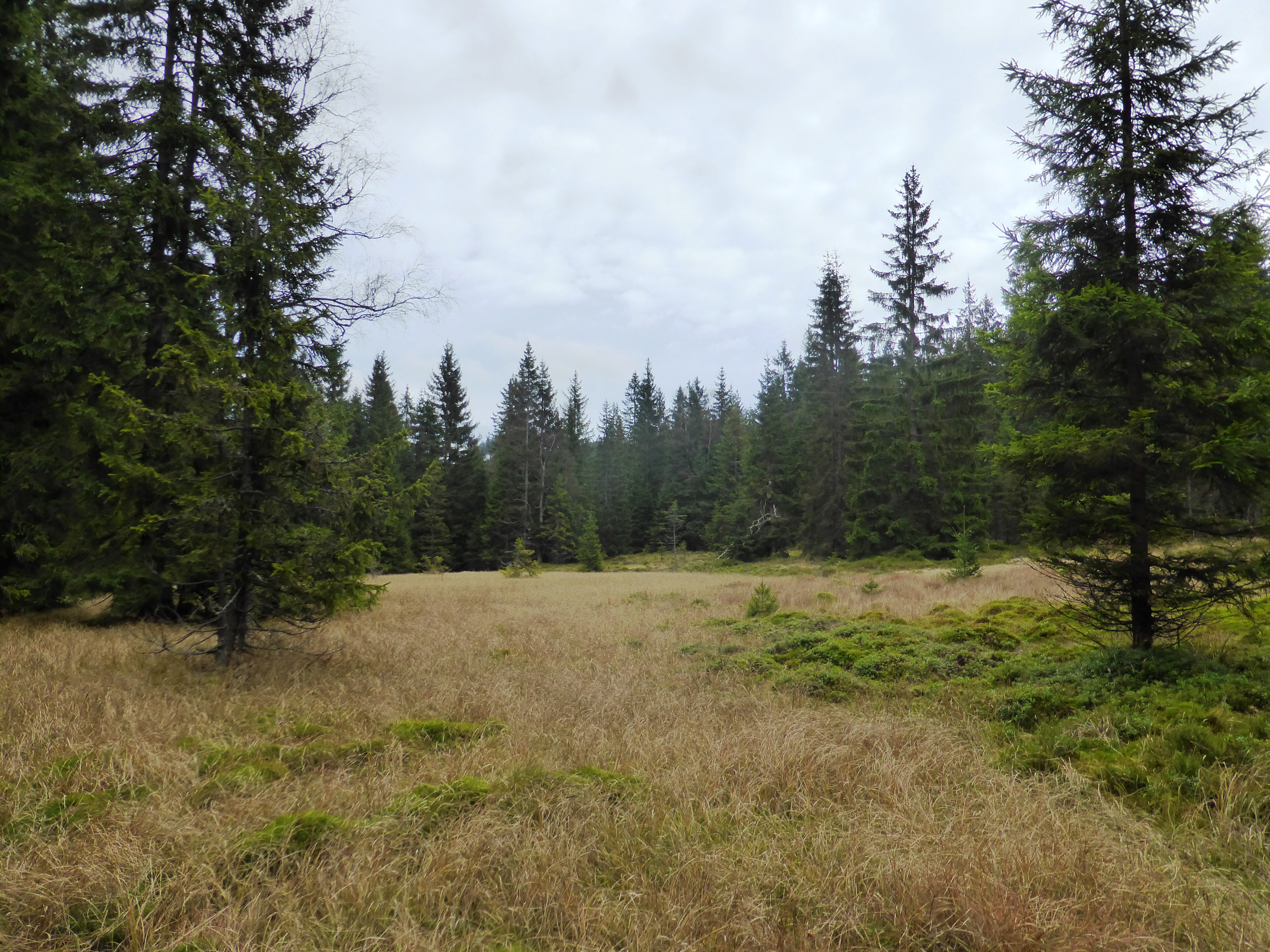
Společenstvo rašelinné podmáčené louky. Zástupci především rodu Carex

### Flora
Co se týče pokryvu původní vegetace, převládala rohozcová a rašelinná smrčina se silným stupněm podmáčení.
Na lokalitě se nachází především rašelinné smrčiny stáří až 160 let věkově rozrůzněné. Dále je zde hojně zastoupena bříza karpatská (Betula pubescens subsp. carpatica) a uměle vysazena zde byla borovice kleč (Pinus mugo). V podrostu převládá rašeliník (Sphagnum sp.) a zástupci rodu ostřice (Carex). Konkrétně zde můžeme nalézt ostřici šedavou (Carex canescens), ostřici obecnou (C. nigra), o. prosovou (C. panicea), o. zobánkatou (C. rostrata) a suchopýr pochvatý (Eriophorum vaginatum). Dále zde také roste bezkolenec modrý (Molinia caerulea), kropenáč vytrvalý (Swertia perennis), kamzičník rakouský (Doronicum austriacum), oměj šalamounek (Aconitum callibotryon), kýchavici bílou Lobelovu (Veratrum album subsp. lobelianum), bradáček srdčitý (Listera cordata) a bradáček vejčitý (L. ovata). Na rašelinných loukách můžeme nalézt kuklík potoční (Geum rivale), pastarček potoční (Tephroseris crispa), škarda měkká čertkusolistá (Crepis mollis subsp. hieracioides) a mnoho dalších.
Na území se momentálně vyskytuje 39 druhů játrovek a 118 druhů mechorostů. Avšak převládají běžné druhy, což znamená, že celé území je silně degradováno (Zmrhalová, 2003).

### Fauna
Lokalita je významná z hlediska bezobratlých živočichů především mravenců rod Formica např.: mravenec podhorní (Formica lugubris). Důkladnější průzkum byl proveden pouze u pavouků (Araneida) a vážek (Odonata). Z těchto skupin se zde nachází cenné boreální druhy Latithorax faustus, Mengea warburtoni, Wideria nosoda, Trochosa spinapalpis, zástupci rodu Pirata a vážka lesklice severská (Somatochlora arctica), jež se zde nalézá jako glaciální relikt.
Mezi významné chráněné druhy z řad obratlovců vyskytující se na této lokalitě patří čáp černý (Ciconia nigra), jeřábek lesní (Bonasa bonasia), čolek horský (Triturus alpestris), ještěrka živorodá (Zootoca vivipara), ropucha obecná (Bufo bufo) a sýc rousný (Aegolius funereus).

## Ochrana přírody

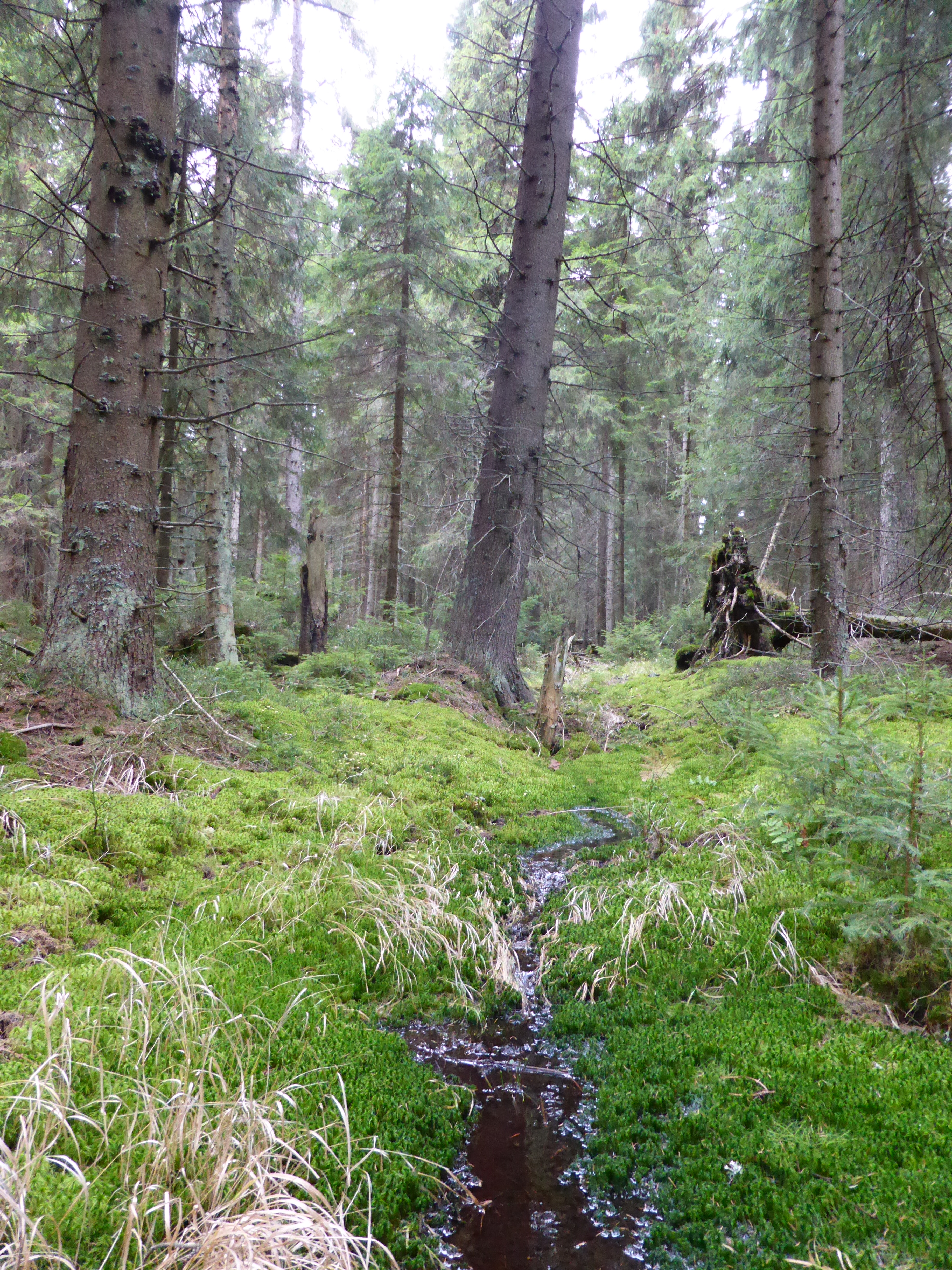
Vzrostlá až 160 let stará rašelinná smrčina NPR rašeliniště Skřítek.

Národní přírodní rezervace Skřítek se svou rozlohou řadí mezi maloplošná chráněné území, z čehož vyplývá nízká jak biotopová, tak i druhová rozmanitost. Nicméně tento biotop, podmáčených rašelinných smrčin a luk bohatě zásobený podzemní vodou je vzácný, a také velmi zachovalý, a tím poskytuje útočiště pro mnoho vzácných druhů jak fauny, tak i flory. Staré lesní porosty se pomalu začínají rozpadat a na některých místech byla vysazena smrková monokultura. Jsou přítomny také holiny s původní vegetací pastvin, kde rostou nálety smrků a bříz. Lesní porost je mírně náchylný k imisím a vývratům. V období let 1996/1998 se zde vyskytla kůrovcová kalamita. Lesy jsou zařazeny do kategorie lesů zvláštního určení. Do celé oblasti rezervace je veřejnosti vstup zakázán. Pouze po její hranici vedou turistické značky a silnice spojující Šumperk a Rýmařov.
Oblast také spadá do ptačí oblasti Jeseníky a je součástí CHKO Jeseníky.

### Management
V plánu péče této národní přírodní rezervace je vytvoření zcela stabilního prostředí, které je ekologicky vyvážené. Toho lze dosáhnout šetrným hospodařením v lesním porostu, tedy využitím přirozeného zmlazení a úpravy druhové skladby lesa. Dále úprava stavu zvěře a v neposlední řadě péče o rašelinné plochy z hlediska jejich nezarůstání. Budoucím plánem je nechat toto místo zcela bez lidského zásahu.